# Clase Minotaur (1906)
La  Clase Minotaur fueron una clase compuesta de tres cruceros acorazados construidos en torno a 1906 para Royal Navy. Permanecieron en servicio durante la Primera Guerra Mundial, con tres de ellos presentes en la Batalla de Jutlandia, donde el HMS Defence fue hundido. Los buques supervivientes, fueron desguazados en los años de posguerra.

## Historia

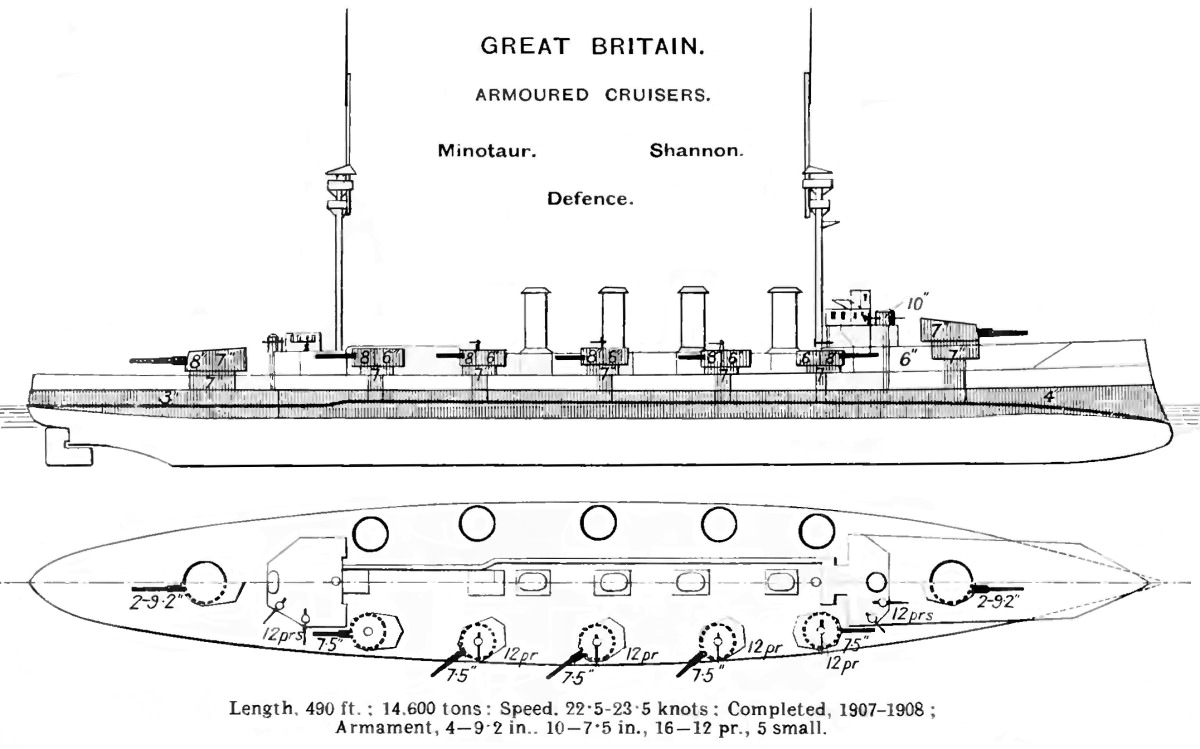
Planta de cubierta y alzado lateral derecho tal y como aparede descrito en el Brassey's Naval Annual de 1912

La clase Minotaur, fue la última de cruceros acorazados construidos para Royal Navy. Los Minotaur, portaban menos cañones de 233 mm que la anterior clase Warrior, pero los cañones, estaban montados en torres dobles sobre la línea de crujía, permitiéndole la misma andanada lateral de cuatro cañones que los clase Warrior. El armamento de 190 mm, era mucho más pesado, con cinco montajes simples en torretas por banda. 
El blindaje, se veía reducido en comparación con la clase Warrior. El blindaje de la cubierta, se veía reducido desde los 25,4 mm a 19 mm. La parte alta del cinturón, se consideró superflua tras la eliminación de la cubierta principal de casamatas, por lo que fue eliminada. Durante su servicio, se consideró a los buques de la clase sobrearmados, y poco blindados en comparación con los anteriores cruceros de la clase Warrior. 
Los cruceros acorazados de la clase Minotaur fueron sucedidos por los cruceros de batalla de la clase Invincible.

## Programa de construcción
La siguiente tabla, da detalles de la construcción, y coste de adquisición de los cruceros de la clase Minotaur.  Al contrario que la costumbre británica en esa época, que no incluían el almacenamiento y armamento, por alguna razón, el coste anotado en el   Naval Annual para esta clase incluía el armamento.
| Buque        | Constructor | Maquinaria fabricante | Fecha de              | Fecha de                 | Fecha de             | Coste de acuerdo a |
| Buque        | Constructor | Maquinaria fabricante | Puesta en grada       | Botadura                 | Finalizado           | ( BNA 1914)        |
| ------------ | ----------- | --------------------- | --------------------- | ------------------------ | -------------------- | ------------------ |
| HMS Minotaur | Devonport   | Hawthorn              | 2 de enero de 1905    | 6 de junio de 1906       | 1 de abril de 1908   | £1,438,065 *       |
| HMS Shannon  | Chatham     | Humphreys             | 2 de enero de 1905    | 20 de septiembre de 1906 | 10 de marzo de 1908  | £1,423,410 *       |
| HMS Defence  | Pembroke    | Scotts S. & E. Co.    | 22 de febrero de 1905 | 24 de abril de 1907      | 9 de febrero de 1909 | £1,383,744 *       |

* = coste estimado incluyendo los cañones